# Assani Lukimya

?2023- 1. FC Monheim 58 (14)?

Assani Lukimya-Mulongoti (* 25. Januar 1986 in Uvira) ist ein kongolesischer Fußballspieler, der auch die deutsche Staatsangehörigkeit besitzt. Der Abwehrspieler spielt beim 1. FC Monheim.

## Karriere

### Anfänge in Berlin
Lukimya kam 1994 im Alter von acht Jahren aus Zaire, der heutigen Demokratischen Republik Kongo, nach Berlin. Mit zwölf Jahren wurde er von seinem Nachbarn, Trainer beim SV Norden-Nordwest, gefragt, ob er in seinem Verein spielen wolle. Er versuchte es, verlor jedoch schnell die Lust und beendete seine Karriere wieder, spielte jedoch weiterhin Straßenfußball. Mit 15 Jahren trat er erneut in einen Fußballverein ein.
Er wechselte im Sommer 2004 von Tasmania Gropiusstadt zu Hertha BSC. In seiner ersten Saison spielte er meist in der U-19 des Vereins und bestritt im Erwachsenenbereich ein Spiel in der drittklassigen Regionalliga für Herthas zweite Mannschaft. Zur Saison 2005/06 stieg Lukimya in die zweite Mannschaft auf und absolvierte in dieser Spielzeit 21 Partien; 2006/07 wurde er mit 32 Einsätzen endgültig Stammspieler. Im Sommer 2007 stieg er mit Herthas zweiter Mannschaft in die viertklassige Oberliga Nordost ab, woraufhin er den Verein nach insgesamt zwei erzielten Toren in 54 Regionalliga-Einsätzen verließ.

### Hansa Rostock
Zur Saison 2007/08 wechselte Lukimya zunächst in die Oberliga Nordost und spielte dort für die zweite Mannschaft von Hansa Rostock, empfahl sich bald aber auch für Einsätze in Rostocks erster Mannschaft, die in der Vorsaison in die Bundesliga aufgestiegen war. So bestritt Lukimya am 6. Oktober der Saison 2007/08 gegen den VfL Wolfsburg sein Bundesligadebüt und erhielt zur Winterpause einen ab Sommer 2008 gültigen Profivertrag. Während er daraufhin mit der zweiten Mannschaft die Qualifikation zur ab 2008/09 nur noch viertklassigen Regionalliga erreichte, stieg er mit dem Bundesligakader in die 2. Bundesliga ab. Im März 2009 wurde er aus dem Lizenzspielerkader Hansas gestrichen und spielte nur noch für die Rostocker Reservemannschaft. Im August 2009 schließlich, wurde sein bis 2010 gültige Vertrag aufgelöst.

### Über Jena nach Düsseldorf
Im August 2009 löste er seinen Vertrag in Rostock auf und wechselte zum Drittligisten FC Carl Zeiss Jena, bei dem er einen Vertrag bis Sommer 2010 erhielt. Die Fans des FC Carl Zeiss Jena wählten ihn hier zum Spieler der Saison 2009/10.
Zur Saison 2010/11 wechselte Lukimya zum Zweitligisten Fortuna Düsseldorf, bei dem er einen für beide Bundesligen gültigen Vertrag bis 2012 unterschrieb. Trotz anfänglichen Fehlern in der Abwehrarbeit steigerte Lukimya seine Leistungen kontinuierlich und wurde bald zu einem festen Bestandteil der Düsseldorfer Verteidigung. Mit seiner inzwischen sehr konsequenten Abwehrarbeit mauserte er sich zu einem Publikumsliebling, der in Bezugnahme auf das englische Wort für glücklich den Spitznamen „Lucky“ erhielt. Seine Leistungen weckten schließlich das Interesse verschiedener Bundesligisten.
Zur Saison 2012/13 wechselte Lukimya ablösefrei zum 1. FC Köln und erhielt einen zunächst für zwei Jahre gültigen Vertrag. Nachdem der 1. FC Köln, der zum Zeitpunkt der Bekanntgabe der Verpflichtung noch auf Platz 13 der Bundesliga gelegen hatte, am 34. Spieltag in die 2. Bundesliga abgestiegen war, verlor Lukimyas Vertrag beim FC seine Gültigkeit.

### Wechsel nach Bremen
In der Sommerpause 2012 verpflichtete SV Werder Bremen Lukimya. Er unterschrieb einen Dreijahresvertrag bis zum 30. Juni 2015. Sein erstes Pflichtspiel für Werder bestritt er bei der 2:3-Niederlage gegen Hannover 96 am 15. September 2012, als er für den wegen muskulärer Probleme nicht einsatzfähigen Sebastian Prödl in die Startelf rückte. Nach anfänglicher Nervosität lieferte er insgesamt ein gutes Spiel ab und hatte die beste Zweikampfbilanz aller Spieler. Am folgenden Spieltag, beim 2:2-Unentschieden gegen den VfB Stuttgart, wurde Lukimya nach 89 Minuten eingewechselt, Schiedsrichter Guido Winkmann zeigte ihm jedoch schon zwei Minuten später wegen eines Fouls an Georg Niedermeier die Rote Karte.
Im Winter wurde Lukimya von seinem Nationaltrainer zum Afrika-Cup 2013 eingeladen, entschied sich jedoch, daran nicht teilzunehmen. Stattdessen wollte er sich auf seinen Verein konzentrieren. Seitdem bildete er als Stammspieler einen Teil der Innenverteidigung der Mannschaft. Im August 2014 verlängerte er seinen Vertrag vorzeitig bis zum 30. Juni 2017.

### Wechsel nach China
Am 26. Januar 2016 wechselte Lukimya zum chinesischen Erstligisten Liaoning Hongyun.

### Rückkehr nach Deutschland
Ende Januar 2019 gab der KFC Uerdingen 05 Lukimyas Verpflichtung bekannt. Er erhielt einen Vertrag bis 2020. Nach der Saison 2020/21 konnte der insolvente KFC nicht mehr für die 3. Liga melden, woraufhin er den Verein verließ. Im Januar 2022 wurde Lukimya vom sechstklassig spielenden MSV Düsseldorf verpflichtet.

### Nationalmannschaft
Am 20. August 2008 bestritt Lukimya in einem Freundschaftsspiel gegen Togo sein Debüt in der Fußballnationalmannschaft der Demokratischen Republik Kongo. Diesem Einsatz folgten noch zwei weitere Freundschaftsspiele. Auch nach diesen drei Spielen erhielt er noch Einladungen für Spiele der Nationalmannschaft, jedoch lehnte er diese ab. So schlug der Innenverteidiger auch eine Einladung zum Afrika-Cup des Jahres 2013 aus, um sich bei Werder Bremen in der Winterpause einen Stammplatz erarbeiten zu können. Am 3. September 2014 erklärte Lukimya seinen Rücktritt aus der Nationalmannschaft. Als Grund nannte er die Reisestrapazen zwischen Deutschland und Afrika.